# Tsuneo Satō
Tsuneo Satō (japanisch 佐藤 恒夫, Satō Tsuneo;* 18. Dezember 1925; † 16. September 1992) war ein japanischer Eisschnellläufer.
Satō nahm von 1947 bis 1952 an nationalen Rennen teil und startete nur in der Saison 1950/51 sowie 1951/52 international. Dabei belegte er bei der Mehrkampfweltmeisterschaft 1951 in Davos den 16. Platz und bei der Mehrkampfweltmeisterschaft 1952 in Hamar den 19. Platz im Großen Vierkampf. Bei seiner einzigen Teilnahme an Olympischen Winterspielen im Februar 1952 in Oslo, wobei er Fahnenträger bei der Eröffnungsfeier war, lief er auf den 18. Platz über 500 m und auf den 11. Rang über 1500 m. Bei japanischen Mehrkampfmeisterschaften erreichte er im Jahr 1948 den zweiten Platz und siegte im Jahr 1950 im Mehrkampf.

## Persönliche Bestleistungen
| Disziplin | Zeit        | Datum            | Ort       |
| --------- | ----------- | ---------------- | --------- |
| 500 m     | 44,6 s      | 23. Februar 1952 | Brandbu   |
| 1500 m    | 2:22,3 min  | 3. Februar 1951  | Davos     |
| 3000 m    | 5:07,5 min  | 19. Januar 1952  | Östersund |
| 5000 m    | 9:02,5 min  | 19. Januar 1952  | Östersund |
| 10.000 m  | 19:16,4 min | 27. Januar 1950  | Tomakomai |